# Havsa
Havsa es una ciudad y distrito de la provincia de Edirne, Turquía.